# スラッカー (映画)
『スラッカー』（原題: Slacker）は、1990年のアメリカ合衆国のコメディ映画。リチャード・リンクレイターの初監督作品。日本ではDVDスルーされている。

## 概要
1991年のサンダンス映画祭出品作品。
1990年代におけるインディペンデント映画ブームの先駆け的作品であり、ケヴィン・スミスといったコメディ映画の大物にも大きな影響を与えている。
当初では、物語の舞台となっているオースティンのみでの限定上映であったが、翌年から全米で公開されると、制作費の5倍以上の興行収入を叩き出し、カルト的ヒットとなった。

## ストーリー
テキサス州オースティンを舞台に、音楽に没頭する若者達の一日を描く。　

## キャスト
- リチャード・リンクレイター